# 梅根·法蘿
梅根·法蘿（英語：Megan Elizabeth Laura Diana Follows，1968年3月14日—）是加拿大/美國女演員，在1985年演出《清秀佳人 (影集)》安·雪莉（Anne Shirley），並在《風中的女王》演出凱瑟琳·德·美第奇。